# Függő területek zászlóinak képtára
Alább a függő területek zászlói találhatóak.

## Ausztrália

Ashmore- és Cartier-szigetek zászlaja
Heard-sziget és McDonald-szigetek zászlaja
Korall-tengeri-szigetek zászlaja
Karácsony-sziget zászlaja
Kókusz-szigetek zászlaja (nem hivatalos)
Lord Howe-szigetcsoport zászlaja (nem hivatalos)
Norfolk-sziget zászlaja

## Brit koronagyarmatok

Alderney zászlaja
Brecqhou zászlaja
Guernsey zászlaja (szárazföldön)
Herm zászlaja
Jersey zászlaja
Man sziget zászlaja
Sark zászlaja

## Dánia

Feröer zászlaja
Grönland zászlaja

## Egyesült Államok

Amerikai Szamoa zászlaja
Amerikai Virgin-szigetek zászlaja
Északi-Mariana-szigetek zászlaja
Guam zászlaja
Midway-szigetek zászlaja
Palmyra-atoll zászlaja
Puerto Rico zászlaja
Wake-sziget zászlaja

## Franciaország

Réunion zászlaja (nem hivatalos)
Clipperton-sziget zászlaja
Francia déli és antarktiszi területek zászlaja
Guadeloupe zászlaja (nem hivatalos)
Francia Guyana zászlaja
Francia Polinézia zászlaja
Martinique zászlaja
Mayotte zászlaja (nem hivatalos)
Saint-Barthélemy zászlaja (nem hivatalos)
Saint-Martin zászlaja (nem hivatalos)
Saint-Pierre és Miquelon zászlaja
Új-Kaledónia zászlaja
Wallis és Futuna zászlaja (félhivatalos)

## Hollandia

Aruba zászlaja
Bonaire zászlaja
Curaçao zászlaja
Holland Antillák zászlaja (2010-ben felbomlott)
Saba zászlaja
Sint Eustatius zászlaja
Sint Maarten zászlaja

## Nagy-Britannia

Akrotíri és Dekélia zászlaja
Anguilla zászlaja
Bermuda zászlaja
Brit Antarktiszi Terület zászlaja
Brit Indiai-óceáni Terület zászlaja
Brit Virgin-szigetek zászlaja
Déli-Georgia és Déli-Sandwich-szigetek zászlaja
Falkland-szigetek zászlaja
Gibraltár zászlaja (szárazföldön)
Montserrat zászlaja
Pitcairn-szigetek zászlaja
Szent Ilona zászlaja (Ascension is használja)
Tristan da Cunha zászlaja
Turks és Caicos-szigetek zászlaja

## Új-Zéland

Chatham-szigetek zászlaja
Cook-szigetek zászlaja
Niue zászlaja
Tokelau zászlaja

## Lásd még
- Mikronemzetek zászlóinak képtára